# Heath Ledger
Heath Andrew Ledger (Perth, 4 de abril de 1979-Manhattan, 22 de enero de 2008) fue un actor australiano, ganador de los premios Óscar, Globo de Oro, BAFTA y SAG, por su interpretación del Joker en The Dark Knight (2008), además de haber realizado notables actuaciones en películas como 10 Things I Hate About You (1999), El patriota (2000), A Knight's Tale (2001), Brokeback Mountain (2005), Lords of Dogtown (2005), entre otras.
Al inicio de su carrera, después de interpretar papeles en varias producciones cinematográficas y televisivas australianas durante el decenio de 1990, Ledger se mudó a los Estados Unidos en 1998 para desarrollar aún más su carrera cinematográfica.Además de desempeñarse como actor, produjo y dirigió videos musicales y aspiró a ser director de cine.
Por su interpretación como Ennis Del Mar en Brokeback Mountain, dirigida por Ang Lee, Ledger ganó el premio del New York Film Critics Circle al mejor actor en 2005 y el premio en la misma categoría del Instituto de Cine Australiano en 2006; estuvo también nominado para el Óscar en 2005, así como para el BAFTA de 2006. Póstumamente, compartió el «Premio Independent Spirit Robert Altman» en 2007 con el resto del elenco, el director y el encargado de las audiciones de la película I'm Not There, inspirada en la vida y las canciones del compositor y cantante estadounidense Bob Dylan. En la película, Ledger interpretó a un actor ficticio llamado Robbie Clark, uno de los seis personajes que representan distintos aspectos de Dylan. Fue nominado y obtuvo varios premios por su actuación como el Joker en The Dark Knight, incluyendo un Óscar al mejor actor de reparto, un premio «Best Actor International» en 2008 (convirtiéndose en el primer actor ganador de ese premio a título póstumo), el Premio otorgado por el Círculo de Críticos de Cine de Los Ángeles de 2008, así como el Globo de Oro de 2009 en la categoría de mejor actor de reparto.
Falleció a los 28 años de edad, tras una sobredosis accidental de medicamentos recetados. Pocos meses antes de su fallecimiento, Ledger había terminado con la filmación de su penúltimo papel, como el Joker en The Dark Knight. En el momento de su muerte, el 22 de enero de 2008, había completado poco menos de la mitad de su trabajo personificando a Tony en la película de Terry Gilliam The Imaginarium of Doctor Parnassus.

## Familia y vida personal

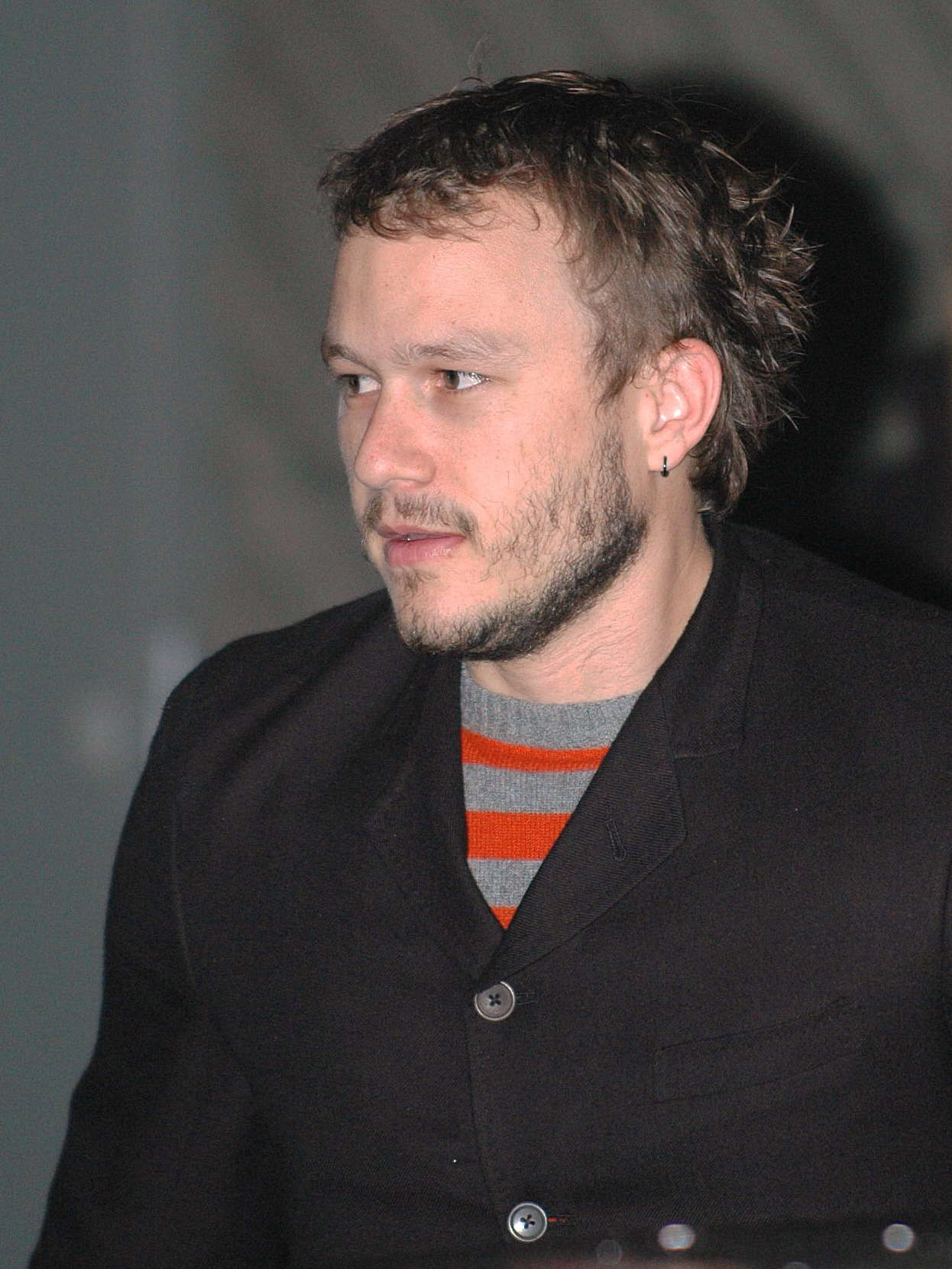
Heath Ledger en una conferencia de prensa, en 2006.

Ledger nació el 4 de abril de 1979, en Perth, Australia Occidental, hijo de Sally Ledger Bell, una maestra de francés, y Kim Ledger, un automovilista e ingeniero, cuya familia estableció y dirigió la compañía Ledger Engineering Foundry. La fundación de caridad Sir Frank Ledger fue creada en honor a su bisabuelo.
Asistió a la Escuela Primaria Mary's Mount, en Gooseberry Hill, y más tarde a la Guildford Grammar School, donde, a los diez años de edad, tuvo su primera experiencia como actor interpretando a Peter Pan en una producción escolar. Sus padres se separaron ese mismo año y se divorciaron al año siguiente. La hermana mayor de Ledger, Kate, actriz y más tarde publicista, con quien se llevaba muy bien, lo alentó a convertirse en actor, y su admiración por Gene Kelly lo inspiró a participar en un concurso para realizar un número musical en su escuela. Heath y Kate también tenían dos hermanas, Ashleigh Bell (nacida en 1989), la hija de su madre con su segundo esposo y padrastro Roger Bell, y Olivia Ledger (nacida en 1997), la hija de su padre con su segunda esposa y madrastra Emma Brown.
Heath Ledger fue un ávido jugador de ajedrez y ganó el campeonato infantil de Australia Occidental a los diez años. De adulto, solía jugar con otros ajedrecistas en el Washington Square Park. Allan Scott planeaba adaptar al cine la novela The Queen's Gambit, cuyo argumento se basa en el ajedrez; hubiese sido el primer trabajo de Ledger como director, ya que tenía planeado protagonizarla y dirigirla.
Entre sus relaciones amorosas más importantes, se encuentran su noviazgo con la actriz Heather Graham, el cual duró varios meses entre 2000 y 2001, y su relación con la actriz Naomi Watts, a la cual conoció durante la filmación de Ned Kelly y con quien convivió desde 2002 hasta 2004. En el verano de 2004, conoció y comenzó una relación con la actriz Michelle Williams durante la producción de Brokeback Mountain, y su hija, Matilda Rose, nació el 28 de octubre de 2005 en Nueva York. Los padrinos de Matilda Rose son Jake Gyllenhaal, el coprotagonista de Ledger en Brokeback Mountain, y Busy Philipps, la compañera de elenco de Williams en Dawson's Creek. Los problemas con los periodistas en Australia llevaron a Ledger a vender su residencia en Bronte, Nueva Gales del Sur, y a mudarse a los Estados Unidos, donde compartió un apartamento con Williams, en Boerum Hill, Brooklyn, desde 2005 hasta 2007. En septiembre de 2007, el padre de Williams, Larry Williams, le confirmó al periódico Daily Telegraph de Sídney que Ledger y Williams habían terminado su relación. Después de su separación con Williams, a finales de 2007 y principios de 2008, los periódicos y otros medios de comunicación vincularon románticamente a Ledger con las modelos Helena Christensen y Gemma Ward y con la antigua estrella infantil y actriz Mary-Kate Olsen.

## Carrera artística

### Decenio de 1990
Tras aprobar sus exámenes de graduación a los 16 años de edad, Ledger abandonó la escuela para dedicarse a la actuación. Junto a Trevor DiCarlo, su mejor amigo desde que tenían tres años de edad, condujo a través de Australia desde Perth hasta Sídney, y regresó a su ciudad natal para realizar un pequeño papel en Clowning Around (1992), la primera parte de una película para televisión en dos partes, y para trabajar en la serie de televisión Sweat (1996), donde personificó a un ciclista homosexual. Desde 1993 hasta 1997, Ledger también trabajó en la serie televisiva de Perth Ship to Shore (1993); en la serie dramática de corta duración de Fox Broadcasting Company titulada Roar (1997); en Home and Away (1997), uno de los programas televisivos más exitosos de Australia; y en la película australiana Blackrock (1997), su debut cinematográfico. En 1999, protagonizó la comedia para adolescentes 10 Things I Hate About You y la aclamada comedia policíaca australiana Two Hands, dirigida por Gregor Jordan.

### Decenio de los 2000

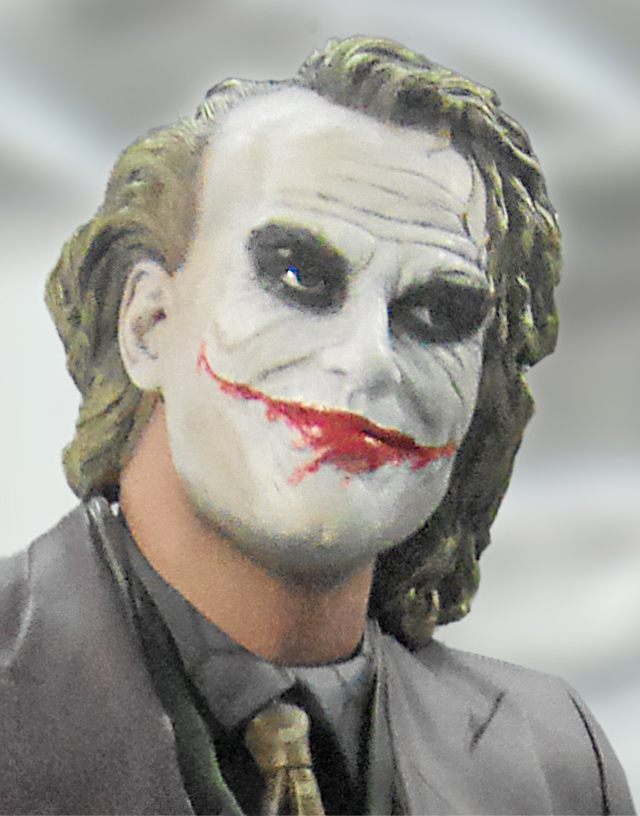
Retrato del Joker basado en la interpretación de Ledger y que le valió un Óscar al mejor actor de reparto en forma póstuma.

Desde 2000 hasta 2005, Ledger realizó varios papeles como actor de reparto. Los más notables fueron como Gabriel Martin, el hijo mayor de Benjamin Martin (Mel Gibson), en El patriota (2000), y como Sonny Grotowski, el hijo de Hank Grotowski (Billy Bob Thornton), en Monster's Ball (2000). También tuvo papeles protagónicos en películas como A Knight's Tale (2001), Las cuatro plumas (2002), The Order (2003), Ned Kelly (2003), Casanova (2005), The Brothers Grimm (2005) y Los amos de Dogtown (2005). En 2001 ganó un Premio ShoWest en la categoría "Estrella Masculina del Mañana".
Ledger recibió los premios al mejor actor de 2005 tanto del Círculo de Críticos de Cine de Nueva York como del Círculo de Críticos de Cine de San Francisco por su actuación en Brokeback Mountain, en la cual interpretó a Ennis del Mar, un vaquero de Wyoming, quien tiene una relación amorosa con el aspirante a vaquero de rodeo Jack Twist, interpretado por Jake Gyllenhaal. También recibió una nominación a los Premios Globo de Oro por mejor actor dramático y una nominación a los Premios Óscar por este papel, convirtiéndolo, a los 26 años de edad, en el noveno actor más joven en ser nominado para el Óscar al mejor actor. En la reseña de la película publicada en el The New York Times, el crítico Stephen Holden escribió: "Tanto el Sr. Ledger como el Sr. Gyllenhaal hacen físicamente clara esta angustiosa historia de amor. El Sr. Ledger desaparece mágica y misteriosamente bajo la piel del magro y fibroso personaje. Es una gran actuación, tanto como las mejores de Marlon Brando y de Sean Penn". En una crítica en Rolling Stone, Peter Travers declaró: "La magnífica interpretación de Ledger es un milagro de la actuación. Parece llevarla dentro suyo. Ledger no solo sabe cómo actúa, habla y escucha Ennis; sabe cómo respira. Verlo inhalar la fragancia de la camisa de Jack permite darse cuenta del dolor por el amor perdido".
Después de Brokeback Mountain, Ledger coprotagonizó con la actriz australiana Abbie Cornish la película de 2006 Candy, una adaptación de la novela Candy: A Novel of Love and Addiction de 1998, como un joven adicto a la heroína que trata de librarse de su adicción. Por su actuación como Dan, el aprendiz del personaje de Geoffrey Rush, fue nominado para varios premios en la categoría de mejor actor, incluyendo uno del Círculo de Críticos de Cine de Australia en 2006, el cual fue obtenido tanto por Cornish como por Rush en sus categorías. Un par de semanas después del estreno de Candy, Ledger fue invitado a sumarse a la Academia de Cine y Ciencias.

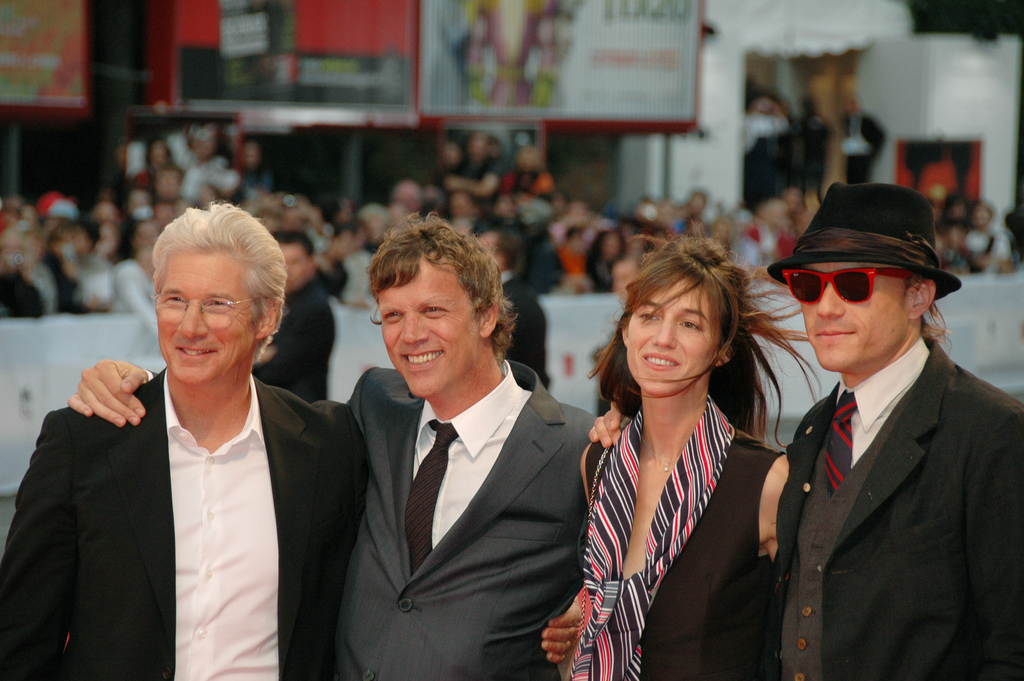
Heath Ledger (a la derecha, con gafas de sol) junto a Richard Gere, Todd Haynes y Charlotte Gainsbourg en el Festival de Cine de Venecia de 2007.

Como uno de los seis actores que representaron diferentes aspectos de la vida de Bob Dylan en la película de 2007 I'm Not There, dirigida por Todd Haynes, Ledger "ganó elogios por su personificación de 'Robbie Clark', un actor temperamental y sin cultura que representa el lado romántico de Dylan, pero dice que los elogios nunca fueron su inspiración". Póstumamente, el 23 de febrero de 2008, compartió el Premio Independent Spirit Robert Altman con el resto del elenco de la película, con su director y con el director de audiciones.
En su penúltima actuación cinematográfica, Ledger interpretó al Joker en The Dark Knight (dirigida por Christopher Nolan), la secuela de la película de 2005 Batman Begins. La película fue estrenada en Australia el 16 de julio de 2008, casi seis meses después de su fallecimiento. En Londres, mientras aún trabajaba en la película, Ledger le dijo a Sarah Lyall, en su entrevista publicada en el New York Times el 4 de noviembre de 2007, que veía al Joker de The Dark Knight como un "payaso psicópata, asesino en serie y esquizofrénico sin un gramo de empatía". Para prepararse para el papel, según le dijo a la revista Empire, "Fui a una habitación de hotel en Londres varias veces durante un mes, me encerré, llevé un pequeño diario y experimenté con voces; era importante tratar de encontrar una voz y una risa un tanto icónica. Terminé aterrizando en el reino de un psicópata: alguien con muy poca conciencia de sus actos". Más tarde, Ledger cambió su opinión sobre el personaje y lo describió como "un payaso absolutamente sociópata, con sangre fría y asesino en serie", y añadió que Nolan le había permitido que lo desarrollase con total libertad, lo cual le había parecido divertido, "porque no hay límites sobre lo que el Joker puede decir o hacer. Nada lo intimida, y todo es una gran broma para él". Nolan fue criticado inicialmente por seleccionar a Ledger para este papel, y Ledger lo sabía. Para interpretar a este personaje, Ledger además de lo indicado a la revista Empire señaló que se basó en parte en Alex DeLarge, interpretado por Malcolm McDowell en el film La naranja mecánica. Por su trabajo en The Dark Knight, Ledger obtuvo el Premio Óscar al mejor actor de reparto, el cual fue recibido por su familia, además de muchos otros premios póstumos, incluyendo el Globo de Oro al mejor actor de reparto, recibido por Christopher Nolan en su representación.
En el momento de su fallecimiento, el 22 de enero de 2008, Ledger había completado casi la mitad de su papel como Tony en la película The Imaginarium of Doctor Parnassus. Para poder "rescatar" la película, el director Terry Gilliam contactó a los actores Jude Law, Colin Farrell y Johnny Depp para que completasen las escenas en las que aparecía el personaje, haciéndolos pasar a través de un espejo mágico que les cambiase la apariencia y ayudándose con efectos especiales.
El 31 de mayo de 2013 se conoció parte del "diario del Joker" que llevó Ledger mientras trabajaba con ese personaje. "Bye, bye" es lo que se lee en la última página.

### Trabajos como director
Ledger aspiraba a convertirse en director de cine y realizó varios videos musicales. El 23 de febrero de 2008, cuando aceptó el Premio ISP Robert Altman (compartido en forma póstuma), el director Todd Haynes los elogió ampliamente.
En 2006, Ledger dirigió los videos musicales de las canciones de Cause an Effect, el primer CD de N'fa, un artista australiano de hip-hop, y del sencillo "Seduction Is Evil (She's Hot)". Más tarde ese año, inauguró una compañía discográfica, Masses Music, junto al cantante Ben Harper; y también dirigió un video musical para la canción "Morning Yearning", interpretada por este último.
En una conferencia de prensa en el Festival de Cine de Venecia en 2007, Ledger habló sobre su deseo de hacer un documental sobre el cantante y compositor británico Nick Drake, quien falleció en 1974 a los 26 años de edad, debido a una sobredosis de antidepresivos. Ledger participó tanto en la creación como en el desarrollo del video musical de una canción de Drake, la cual trata sobre la depresión; fue compuesta en 1974 con el nombre de "Black Eyed Dog", título "inspirado por el término que Winston Churchill utilizaba para referirse a la depresión". El video fue visto públicamente solo dos veces: en el Festival Bumbershoot, en Seattle, Washington, llevado a cabo desde el 1 de septiembre al 3 de septiembre de 2007, y como parte de "A Place To Be: A Celebration of Nick Drake", durante su emisión de Their Place: Reflections On Nick Drake, "una serie de homenajes cortos filmados hacia Nick Drake" patrocinada por American Cinematheque, en el Teatro Grayman's Egyptian de Hollywood el 5 de octubre de 2007. Tras el fallecimiento de Ledger, su video musical de "Black Eyed Dog" fue presentado en Internet mediante cortos de noticias distribuidos por el sitio web YouTube.
Ledger trabajó con el guionista y productor escocés Allan Scott en una adaptación de la novela de 1983 The Queen's Gambit de Walter Tevis, en la cual planeaba ser tanto director como protagonista, lo que la convertiría en su primer largometraje como director. Dirigió también el video de la canción "King Rat" de Modest Mouse, que salió publicada en el EP No One's First and You're Next el 4 de agosto de 2009.

## Relación con la prensa
La turbulenta relación de Ledger con la prensa australiana fue lo que lo llevó a mudarse a Nueva York. En 2004, negó las acusaciones de los medios que decían que había escupido a los periodistas durante la filmación de Candy, o que uno de sus parientes lo había hecho más tarde, frente a su casa en Sídney. El 13 de enero de 2006, «varios paparazi tomaron represalias... les lanzaron agua a Ledger y a Williams con pistolas de agua en la alfombra roja del estreno de Brokeback Mountain en Sídney».
En enero de 2006, al presentar Brokeback Mountain durante la ceremonia de entrega de los premios Screen Actors Guild junto a Jake Gyllenhaal, Ledger se rio en repetidas ocasiones, por lo que el periódico Los Angeles Times se refirió a su presentación como «una aparente parodia de los gais». Ledger llamó al Times más tarde y les explicó que su altercado había sido el resultado de su pánico escénico; explicó que le habían anunciado que tendría que presentar el premio pocos minutos antes y declaró: «Lo siento mucho y me disculpo por mi nerviosismo. Me horrorizaré muchísimo si mi pánico escénico se malinterpreta como una falta de respeto hacia la película, hacia su temática o hacia las increíbles personas que la realizaron».
Ese mismo mes, el periódico de Melbourne Herald Sun lo citó diciendo que había escuchado que en Virginia Occidental habían prohibido Brokeback Mountain, lo cual no había sucedido; en realidad, un cine en Utah la había prohibido. También se refirió erróneamente a Virginia Occidental, diciendo que allí se solían realizar linchamientos durante el decenio de 1980. El gobierno de la ciudad observó que en realidad los famosos hechos de violencia habían ocurrido en Alabama en 1981, según las declaraciones del director de los archivos y la historia del Estado, citadas en el periódico The Charleston Gazette: «el último linchamiento documentado en Virginia Occidental fue en Lewisburg en 1931».

## Salud

### Dificultades para dormir
En su entrevista para el New York Times publicada el 4 de noviembre de 2007, Ledger le dijo a Sarah Lyall que sus papeles recientes en I'm Not There (2007) y The Dark Knight (2008) le habían dificultado conciliar el sueño: «La semana pasada probablemente dormí dos horas por noche en promedio... No podía dejar de pensar. Mi cuerpo estaba exhausto, pero mi mente seguía funcionando». En la entrevista, le dijo a Lyall que había tomado dos píldoras Ambien, ya que una sola no le había funcionado, y que había quedado en estado de estupor. «Me desperté solo una hora después, todavía con la mente a toda máquina».
Durante el mes de enero de 2008, en Londres, donde estaba realizando el que sería su último trabajo como actor, Ledger padeció malestares respiratorios. Se quejó varias veces con su coprotagonista Christopher Plummer de que tenía muchos problemas para dormir y le dijo que tomaba píldoras para solucionar el problema. Plummer dijo que «todos nos resfriamos porque la filmación en exteriores tenía lugar durante noches horribles y frías. Pero Heath continuó y no creo que haya tomado los antibióticos... Creo que tenía neumonía. Además, decía todo el tiempo "Maldición, no puedo dormir", y tomaba todas esas píldoras [para que lo ayudasen]».
En un artículo publicado en la revista Interview después de su muerte, la antigua prometida de Ledger, Michelle Williams, también confirmó los informes que suponían que el actor tenía problemas para dormir. «Desde que lo conocí, tuvo problemas de insomnio», declaró. «Tenía demasiada energía. Su mente estaba funcionando, funcionando, funcionando, siempre funcionando».

## Fallecimiento
Aproximadamente a las 15:00 (hora del este) del 22 de enero de 2008, Ledger fue encontrado inconsciente en su cama por su ama de llaves, Teresa Solomon, y su masajista, Diana Wolozin, en su apartamento ubicado en el cuarto piso de la calle Broome St. 421, en el SoHo de Manhattan.
Según la policía, Wolozin llegó temprano para una cita a las 15:00 y llamó a la puerta para avisar a Ledger de su llegada. Al no recibir respuesta alguna, Wolozin solicitó ayuda del ama de llaves, Teresa Solomon, con quien entró al apartamento y descubrió el cuerpo de Ledger en la cama, boca abajo e inconsciente. Después de no lograr despertarlo, Wolozin llamó a la actriz Mary-Kate Olsen, amiga del actor, para informarle de lo sucedido. Olsen, quien estaba en California, ordenó inmediatamente a su compañía de seguridad privada de Nueva York que se dirigiese a la escena. A las 15:26, «menos de quince minutos después de que Wolozin y Solomon lo viesen por primera vez en la cama» y solo pocos minutos después de haber llamado a Olsen por segunda vez para expresarle su temor de que Ledger estuviese muerto, Wolozin llamó al 911 «para anunciar que el señor Ledger no respiraba». Siguiendo el consejo del operador telefónico, Wolozin le realizó la RCP al actor, pero no consiguió reanimarlo.
Los médicos de emergencias llegaron siete minutos más tarde, a las 15:33, pero tampoco pudieron reanimarlo. A las 15:36, Ledger fue declarado muerto y su cuerpo fue retirado del apartamento.

### Autopsia y análisis toxicológico
Después de casi un mes de intensa especulación en los medios tratando de averiguar las posibles causas de la muerte de Ledger, el 6 de febrero de 2008 la oficina del médico forense en jefe de Nueva York publicó sus conclusiones, basadas en una autopsia inicial realizada el 23 de enero de 2008 y en el análisis toxicológico subsecuente. El informe determina parcialmente que Ledger falleció «como resultado de una intoxicación aguda por los efectos combinados de oxicodona, hidrocodona, temazepam, alprazolam, diazepam y doxilamina», fármacos que se administraba para tratar su insomnio. Se concluyó que la muerte había sido accidental, como resultado del abuso por parte del paciente de las prescripciones médicas. Los medicamentos hallados en el análisis toxicológico son prescritos comúnmente en los Estados Unidos para controlar el insomnio, la ansiedad, la depresión, el dolor o los síntomas del resfriado. Pese a que la Associated Press y otros medios de comunicación anunciaron que «la policía estima el momento de la muerte de Ledger entre las 13:00 y las 14:45» (del 22 de enero de 2008), la Oficina del Médico Forense anunció que no se diría públicamente la hora estimada oficial de la muerte. El anuncio oficial de la causa y la forma de la muerte de Ledger intensificaron la preocupación sobre los crecientes problemas con el abuso de medicamentos recetados o su uso indebido combinado con otros medicamentos.

### Investigación federal
A finales del mes de febrero de 2008, una investigación llevada a cabo por la Agencia de Aplicación de Drogas sobre los profesionales médicos relacionados con Ledger exoneró a dos médicos estadounidenses que ejercían en Los Ángeles y en Houston de cualquier mala praxis, determinando que «los doctores en cuestión le han prescrito otros medicamentos a Ledger, los cuales no fueron las píldoras que lo mataron».
El 4 de agosto de 2008, citando fuentes desconocidas, Murray Weiss, del New York Post, anunció que Mary-Kate Olsen se «negó (mediante su abogado, Michael C. Miller) a ser entrevistada por los investigadores federales sobre la muerte accidental de su amigo íntimo Heath Ledger... (sin)... inmunidad de acusación», y que, cuando se le consultó sobre lo sucedido, Miller se negó a hacer declaraciones. Más tarde en ese mismo día, después de que la policía confirmase la esencia del relato de Weiss ante la Associated Press, Miller hizo una declaración en la que negó que Olsen le hubiese entregado las drogas que causaron la muerte del actor y aseguró que la joven no conocía su procedencia. En su declaración, Miller dijo específicamente: «A pesar de las especulaciones de los tabloides, Mary-Kate Olsen no tuvo nada que ver con las drogas que se encontraron en el cuerpo o en la casa de Heath Ledger, y no sabe cómo las obtuvo», enfatizando que «las descripciones de los medios, atribuidas a una fuente sin identificación, son incompletas e inexactas».
Después de un número considerable de especulaciones en los medios, el 6 de agosto de 2008 la oficina del fiscal federal en Manhattan cerró su investigación acerca de la muerte de Ledger sin presentar cargos y sin citar a Olsen. Con los detalles de los dos médicos y de Olsen y el cierre de la investigación porque los encargados de la oficina de leyes en Manhattan «no creyeron que hubiese un objetivo viable», todavía no se sabe cómo Ledger obtuvo la oxicodona y la hidrocodona en la combinación letal que lo mató.
Once meses después de la muerte de Ledger, el 23 de diciembre de 2008, Jake Coyle, escribiendo para la Associated Press, anunció que «la muerte de Heath Ledger fue votada como la historia principal de la industria del entretenimiento por el periódico estadounidense y sus editores entrevistados por The Associated Press», ya que causó «sorpresa y confusión» sobre «las circunstancias», porque el fallo de la muerte fue que se trató de un accidente causado por «una combinación tóxica de drogas recetadas» y por la continuación de «su legado en su actuación ampliamente elogiada como el Joker en el éxito de taquilla más grande del año, The Dark Knight».

### Controversia por el testamento
Después de la muerte de Ledger y en respuesta a un número de noticias en la prensa sobre su testamento (presentado en Nueva York el 28 de febrero de 2008) y sobre el acceso de su hija al legado familiar, su padre, Kim Ledger, dijo que consideraba el bienestar económico de su nieta Matilda Rose la «prioridad absoluta» de la familia Ledger, y también el de su madre, Michelle Williams, «una parte integral de la familia», añadiendo que «se harían cargo de hacer cumplir lo que quería Heath». Algunos de los parientes de Ledger podrían haber desafiado el estatus legal del testamento, firmado en 2003, ya que había sido redactado antes de que Ledger conociese a Williams y, por lo tanto, no incluía como beneficiarias a ella ni a su hija, lo cual dividía la mitad de sus bienes entre sus padres y la otra mitad entre sus hermanos; sin embargo, declararon que existía un segundo testamento, sin firmar, el cual dejaría la mayor parte de la herencia a Matilda Rose. El padre de Williams, Larry Williams, también se sumó a la controversia sobre el testamento de Ledger y su presentación en Nueva York poco después de su fallecimiento.
El 31 de marzo de 2008, encendiendo otra controversia relativa al patrimonio de Ledger, Gemma Jones y Janet Fife-Yeomans publicaron un reportaje "exclusivo" en The Daily Telegraph, en el que citaron al tío de Ledger, Haydn Ledger, y a otros miembros de su familia, quienes «creen que el fallecido actor podría haber tenido un hijo sin reconocerlo» cuando tenía 17 años de edad, y declarando: «si se confirma que Ledger es el padre biológico de la niña, debería repartir su herencia multimillonaria entre Matilda Rose y su hija fruto de su amor secreto». Unos días más tarde, después de realizar entrevistas telefónicas con los tíos de Heath, Haydn y Mike Ledger, y con la familia de la otra niña, OK! y Us Weekly publicaron que el rumor había sido falso, ya que los tíos de Ledger, la madre y el padrastro de la niña habían dicho que simplemente habían sido exagerados por los medios.
El 27 de septiembre de 2008, el padre de Ledger, Kim, declaró que «la familia ha aceptado dejarle la fortuna de 16,3 millones de dólares estadounidenses a Matilda», añadiendo que «no hay reclamos. Nuestra familia le ha regalado todo a Matilda». En octubre de 2008, Forbes.com estimó las ganancias anuales de Ledger desde octubre de 2007 hasta octubre de 2008 (incluyendo su porcentaje de ganancias póstumas compartidas, provenientes de la recaudación de The Dark Knight, la cual consta de un total de 991 millones de dólares) en 20 millones de dólares estadounidenses.

### Tributos memoriales y servicios

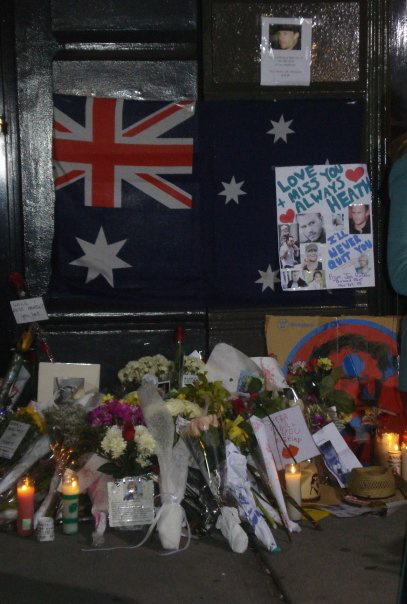
Memorial para Heath Ledger, en 421 Broome Street, SoHo, Manhattan, el 23 de enero de 2008.

El 23 de enero de 2008, después de que la noticia del fallecimiento de Ledger se hiciera pública, los periodistas, sus familiares, sus admiradores y otros espectadores comenzaron a reunirse fuera del edificio de su apartamento. Sus fanes dejaron flores y otros tributos a su memoria.
Ese mismo día, a las 10:55 (hora australiana), los padres y la hermana de Ledger aparecieron públicamente en la casa de su madre en Applecross, un suburbio a orillas del río en Perth, y leyeron una corta declaración ante los medios públicos expresando su dolor y pidiendo privacidad. Durante los días siguientes, los miembros de su familia presentaron tributos a su memoria, como también el primer ministro de Australia, Kevin Rudd, el primer ministro de Australia Occidental, Eric Ripper, Warner Bros. (distribuidor de The Dark Knight) y miles de fanáticos de Ledger alrededor del mundo.
Varios actores declararon su pena ante la muerte de Ledger, incluyendo a Daniel Day-Lewis, quien le dedicó su premio de los Screen Actors Guild, diciendo que había sido una inspiración para él; Day-Lewis elogió sus actuaciones en Monster's Ball y Brokeback Mountain, describiendo la última como «única, perfecta». Verne Troyer, quien estaba trabajando con Ledger en The Imaginarium of Doctor Parnassus al momento de su muerte, se tatuó un corazón en su mano para recordarlo «porque le había causado una gran impresión», ya que Ledger había dibujado el mismo símbolo en un pedazo de papel cuando le había dado su dirección de correo electrónico.
El 1 de febrero de 2008, en su primera declaración pública tras la muerte de Ledger, Michelle Williams expresó su dolor y dijo que el espíritu del actor estaba vivo en su hija. Después de asistir a varias ceremonias privadas en memoria de Ledger en Los Ángeles, los miembros de su familia regresaron con su cuerpo a Perth.
El 9 de febrero de 2008, se llevó a cabo un servicio memorial al que asistieron varios cientos de invitados en Penhros College, con una amplia cobertura de prensa; luego, el cuerpo de Ledger fue incinerado en el Cementerio Fremantle, seguido por un servicio privado al que solo asistieron los diez miembros más cercanos de su familia. Sus cenizas fueron enterradas posteriormente en el panteón familiar en el Cementerio Karrakatta, al lado de dos de sus abuelos. Más tarde esa noche, su familia y sus amigos se reunieron para realizar una ceremonia en Cottesloe Beach.

## Películas y reconocimientos artísticos póstumos
El fallecimiento de Ledger afectó la campaña publicitaria de la película The Dark Knight (2008), de Christopher Nolan, y tanto la producción como la publicidad de la película de Terry Gilliam The Imaginarium of Doctor Parnassus, por lo que ambos directores decidieron rendir tributo a su trabajo en ambas películas. Aunque Gilliam suspendió temporalmente la producción de la película, desde el principio expresó su determinación de «salvarla». Una vez descartada la idea de utilizar imágenes modificadas por computadora, se decidió complementar el papel de Ledger con otros actores y dedicarle la película. En febrero de 2008, como «un tributo a la memoria de un hombre que ha sido reconocido como uno de los mejores actores de su generación», Johnny Depp, Jude Law y Colin Farrell firmaron para hacerse cargo del papel de Ledger, creando múltiples reencarnaciones del personaje, Tony, transformado en «un regreso mágico a la historia de Fausto». Posteriormente, los tres actores donaron sus ganancias provenientes de la película a la hija de Ledger y Williams, Matilda.
En un reportaje sobre la edición de The Dark Knight, en la cual Ledger completó su trabajo en octubre de 2007, Nolan dijo: «Fue tremendamente emotivo, una vez que falleció, tener que volver y verlo cada día... Pero la verdad es que me siento muy afortunado por tener algo productivo que hacer, tener una actuación de la que estoy muy, muy orgulloso, y porque haya confiado en mí para poder terminarla». Todas las escenas de Ledger aparecen como las realizó él en la filmación original; en la fase de edición de la película, Nolan no añadió efectos digitales para no alterar la verdadera actuación de Ledger póstumamente. Nolan dedicó la película a la memoria de Ledger y a la del técnico Conway Wickliffe, quien falleció en un accidente automovilístico mientras preparaba una de las escenas de la película.
Estrenada en julio de 2008, The Dark Knight rompió varios récords de taquilla y recibió críticas positivas tanto profesionales como de parte de los espectadores, que elogiaron en particular la actuación de Ledger como el Joker. Incluso el crítico de cine David Denby, quien no había elogiado la película en su crítica previa al estreno publicada en The New Yorker, evaluó positivamente la actuación de Ledger, describiéndola como «siniestra y espantosa» e «hipnotizante en cada escena», concluyendo: «Su interpretación es un acto final heroico e inquietante: este joven actor contempló el abismo». Intentando contrarrestar las especulaciones de que la actuación de Ledger como el Joker lo había llevado, en cierta forma, a su muerte (como Denby y otros habían sugerido), Christian Bale, coprotagonista y amigo del actor, mencionó que este había disfrutado ampliamente enfrentar los desafíos de su papel, una experiencia que el mismo Ledger había descrito como «la más divertida que tuve, y que probablemente tendré, interpretando a un personaje».
Ledger recibió numerosos premios por su papel como el Joker en The Dark Knight. El 10 de noviembre de 2008 fue nominado a dos Premios People's Choice por su trabajo en la película, en las categorías «Mejor elenco en conjunto» y «Mejor dúo en pantalla» (compartido con Christian Bale). Obtuvo el premio en la segunda categoría durante la ceremonia emitida en vivo por la CBS en enero de 2009. El 11 de diciembre de 2008 se anunció que Ledger había sido nominado para los Premios Globo de Oro por su actuación como el Joker en The Dark Knight; posteriormente, ganó el premio en la ceremonia emitida por la NBC el 11 de enero de 2009 con el director de la película, Christopher Nolan, recibiendo el premio en su lugar.
Los críticos de cine, los coprotagonistas Maggie Gyllenhaal y Michael Caine y varios de los colegas de Ledger del mundo del espectáculo se unieron a Bale en su petición y su predicción de una nominación para los Premios Óscar en la categoría de mejor actor de reparto, en reconocimiento por su trabajo en The Dark Knight. La subsecuente nominación fue anunciada el 22 de enero de 2009, el aniversario de su muerte; Ledger finalmente ganó el premio, convirtiéndose en la segunda persona en ganar un premio de la Academia póstumamente en una categoría de actuación, puesto que la primera fue el actor británico Peter Finch, quien lo ganó en 1976 por Network. El premio fue recibido por la familia de Ledger.

## Filmografía completa
- 1992: Clowning Around
- 1997: Blackrock
- 1997: Paws
- 1999: Two Hands
- 1999: 10 Things I Hate About You
- 2000: El patriota
- 2001: Monster's Bal
- 2001: A Knight's Tale
- 2002: Las cuatro plumas
- 2003: The Order
- 2003: Ned Kelly
- 2005: Casanova
- 2005: The Brothers Grimm
- 2005: Los amos de Dogtown
- 2005: Brokeback Mountain
- 2006: Candy
- 2007: I'm Not There
- 2008: The Dark Knight
- 2009: The Imaginarium of Doctor Parnassus

## Premios y distinciones
Óscar
| Año  | Categoría              | Película        | Resultado |
| ---- | ---------------------- | --------------- | --------- |
| 2009 | Mejor actor de reparto | The Dark Knight | Ganador   |